# Euproctis angusta
Euproctis angusta är en fjärilsart som beskrevs av Semper 1899. Euproctis angusta ingår i släktet Euproctis och familjen tofsspinnare. Inga underarter finns listade i Catalogue of Life.